# Daniel Aaron
Daniel Aaron (4. srpna 1912 Chicago, Illinois – 30. dubna 2016) byl americký spisovatel a akademik, který pomáhal založit Library of America.
Byl synem ruských židovských emigrantů a osiřel v 10 letech. Obdržel titul BA z Michiganské univerzity a později absolvoval vysokoškolské studium na Harvardově univerzitě. V roce 1937 se stal prvním absolventem studia v oboru Americká civilizace z Harvardovy univerzity. Učil tři desetiletí na Smith College a na Harvardově univerzitě (1971-1983). Byl emeritní profesor angličtiny a americké literatury na Harvardově univerzitě. V roce 1979 pomáhal založit Library of America, kde působil jako prezident do roku 1985 a člen představenstva a zůstal členem správní rady.
Byl zvolen členem American Academy of Arts and Sciences v roce 1973 a členem American Academy of Arts and Letters v roce 1977. Jeho syn Jonathan Aaron je básník, který má doktorát z Yale University a vyučuje na Emerson College v Bostonu, MA.

## Dílo
- Commonplace Book-1934-2012 (Pressed Wafer 2015)
- Scrap Book (Pressed Wafer 2014)
- The Americanist (2007)
- American Notes: Selected Essays (1994)
- Cincinnati, Queen City of the West: 1819-1838 (1992)
- The Unwritten War: American Writers and the Civil War (1973)
- America in Crisis: Fourteen Crucial Episodes in American History (1971)
- Writers on the Left: Episodes in American Literary Communism (1961)
- Men of Good Hope (1951)